# Kastell Westernbach
Das Kastell Westernbach ist ein Numeruskastell des Obergermanischen Limes auf dem Gebiet von Westernbach, einem Dorf der Gemeinde Zweiflingen im baden-württembergischen Hohenlohekreis.

## Lage und Forschungsgeschichte
Im heutigen siedlungsgeographischen Bild liegt das Bodendenkmal unter landwirtschaftlich genutzten Flächen östlich des Dorfes Westernbach. Topographisch befindet es sich dort auf einem allmählich nach Süden hin abfallenden Hang zwischen zwei Nebenflüssen der Ohrn.
In antiker Zeit lag es als Bestandteil des in diesem Bereich schnurgerade von Nord nach Süd verlaufenden Limes knapp sechs Kilometer südlich des Kleinkastells Sindringen und nur rund drei Kilometer nördlich der beiden Kastelle von Öhringen, Kastell Öhringen-Ost und Kastell Öhringen-West. Seine Entfernung zum östlich das Lager passierenden Limes betrug gerade mal 125 Meter.
Das Kastell wurde 1902 im Auftrag der Reichs-Limeskommission unter der Leitung von Friedrich Leonhard archäologisch untersucht. Zu diesem Zeitpunkt war die Bausubstanz bereits stark angegriffen. Dies waren auch gleichzeitig die letzten Ausgrabungen im Kastell Westernbach, weitere Untersuchungen fanden seit dem nicht mehr statt.

## Befunde

Zeichnerische Dokumentation des Kastells durch die RLK (1902)

Die Untersuchungen der Kommission zeigten ein langrechteckiges, 117 m mal 88 m (= 1,03 Hektar) messendes, steinernes Militärlager mit abgerundeten Ecken in der typischen Spielkartenform. Das Lager besaß nur zwei Tore, eines im Westen an der Praetorialfront (Vorderfront) und eines im Osten an der Decumatseite (Rückseite). Die Mauer besaß eine Mächtigkeit von bis zu 2,24 m und war, nach einer breiten Berme, von einem Doppelgrabensystem umgeben, dessen einzelne Spitzgräben jeweils bis zu vier Metern breit waren.
Das Kastell besaß trotz seiner Größe nur zwei Zugangstore. Bei den Toren handelte es sich um relativ simple Durchfahrten mit eingezogenen und vorspringenden Torwangen, ohne Torbauten und -türme. Die Porta praetoria (Haupttor) scheint mit seiner Breite von rund sechs Metern und Spuren von Mittelpfosten eine doppelte Durchfahrt besessen zu haben. Die Porta decumana war vier Meter breit und besaß nur eine einfache Durchfahrt. Eck- und Zwischentürme konnten nicht nachgewiesen werden. Auf der Innenseite war an die Wehrmauer ein Erdwall angeschüttet worden, der den Wehrgang trug. Neben dem Wall verlief die Via sagularis (Lagerringstraße). Im Innenbereich selber konnten außer ein paar Gruben keine Befunde festgestellt werden. Ein interessanter Befund war, dass die Wehrmauer zum Teil untergraben worden war, vermutlich um sie zum Einsturz zu bringen, ein Indiz, das auf mögliche gewaltsame Geschehnisse um das Kastell weist.
Mangels ausreichenden und aussagekräftigen Fundmaterials können keine Aussage zur Zeitstellung und zur belegenden Truppe gemacht werden. Klar ist nur, dass es sich bei dieser Kastellgröße um einen Numerus in der Größe von zwei Zenturien (2 × 80 Mann) gehandelt haben muss. Dietwulf Baatz merkte an, dass das Militärlager nur ob seiner Größe einem Numeruskastell entsprechen würde, dass der Grundriss mit lediglich zwei Toren aber eher den typischen Kleinkastellen ähnele. Der Vicus konnte nicht lokalisiert werden, er wird im Gebiet der Quellen südlich des Kastells vermutet.

## Limesverlauf
Der vorhergehende Limesverlauf zwischen den Zweiflinger Ortsteilen Pfahlbach und Westernbach im so genannten „Pfahldöbel“ zählt zu den besterhaltenen Limesabschnitten der Region. Auch südlich von Westernbach behält der Limes seinen schnurgeraden Verlauf und zieht ohne Rücksichtnahme auf die Topographie auf die Kastelle von Öhringen zu. Zahlreiche Wachtürme konnten bis heute nicht lokalisiert werden, und vom Limesverlauf selbst ist ebenfalls kaum etwas wahrzunehmen, er ist jedoch durch Sondierungsschnitte von der Kommission gesichert worden.

## Denkmalschutz
Das Bodendenkmal Kastell Westernbach ist als eingetragenes Kulturdenkmal nach dem Denkmalschutzgesetz des Landes Baden-Württemberg (DSchG) geschützt. Nachforschungen und gezieltes Sammeln von Funden sind genehmigungspflichtig, Zufallsfunde an die Denkmalbehörden zu melden.